# Binode Behari Mukherjee
Binode Behari Mukherjee (bengalisch বিনোদ বিহারী মুখোপাধ্যায়, Binod Bihārī Mukhopādhyāẏ, Binod Bihari Mukhopadhyay; * 7. Februar 1904 in Behala [heute Teil von Kolkata]; † 19. November 1980 in Neu-Delhi) war ein indischer Künstler und Professor an der Visva-Bharati University in Shantiniketan.

## Leben
Mukherjee wurde mit schweren Sehschädigungen geboren – ein Auge war blind, das andere myopisch. Seit seiner Kindheit interessierte er sich für Malerei und wurde Schüler des Malers Nandalal Bose in Shantiniketan. Er verband Einflüsse moderner Kunst des Westens mit Traditionen der indischen Malerei. In den 1930er Jahren wurde er selbst Lehrer an der Kunstfakultät der Universität in Shantiniketan. Bei einer Studienreise nach Japan lernte er 1937 unter anderem Kalligrafie und verwendete später ostasiatische Techniken in seiner Arbeit. Mukherjee schuf Fresken und Wandgemälde an Gebäuden der Universität, die zu seinen bedeutendsten Werken zählen. Bekannte Schüler Mukherjees waren der Maler K. G. Subramanyan, der Bildhauer Somnath Hore und der Filmemacher Satyajit Ray. 1949 wurde er Direktor des nepalesischen Nationalmuseums in Kathmandu. In den frühen 1950er Jahren siedelte er nach Masuri und eröffnete eine eigene Malschule, die aus finanziellen Nöten nach kurzer Zeit wieder schließen musste. Bis zu seinem Lebensende blieb er dann in Shantiniketan. 1957 erblindete er nach einer Augenoperation völlig, malte jedoch weiter.
1972 drehte sein früherer Schüler Ray den Dokumentarfilm The Inner Eye über Mukherjee. 1974 wurde Mukherjee mit dem Padma Vibhushan ausgezeichnet. 46 seiner Werke sind im Besitz der National Gallery of Modern Art in Delhi.

## Ausstellungen
- 2017: documenta 14